# ديريك بوستروم
ديريك بوستروم (بالإنجليزية: Derrick Bostrom)‏ هو موسيقي أمريكي، ولد في 23 يونيو 1960 في فينيكس في الولايات المتحدة.

## وصلات خارجية
- ديريك بوستروم على موقع IMDb (الإنجليزية)
- ديريك بوستروم على موقع ميوزك برينز (الإنجليزية)
- ديريك بوستروم على موقع ديسكوغز (الإنجليزية)
- ديريك بوستروم على موقع قاعدة بيانات الفيلم (الإنجليزية)